# Клокова (платформа)
Клокова (пол. Kłokowa) — остановочный пункт в селе Свебодзин (польск. Świebodzin) в гмине Плесьна, в Малопольском воеводстве Польши. Имеет 1 платформу и 1 путь.
Остановочный пункт железной дороги (платформа) на линии Тарнув — Лелюхув.